# マルシャンドサブル
マルシャンドサブル (Marchand de Sable) はアメリカ合衆国で生産された競走馬および種牡馬。伯父に種牡馬のジェネラルがいる。

## 経歴
競走馬時代はフランスのマイルや中距離競走で活躍し、2歳時の1992年にはクリテリウム・ド・サンクルーを制しているが、重賞およびG1競走での勝ち鞍はこの1勝のみである。しかし重賞競走での2着となった回数は7回もあった。
1996年より、19歳となった2009年に死亡するまでフランスのHaras de Bernesqで種牡馬として供用され、モーリス・ド・ゲスト賞3連覇を達成したマルシャンドールなどを輩出した。
なお日本には競走馬としての産駒は2012年現在輸入されていない。

## おもな産駒
- 2000年生
  - Commerçante[1] / コマーサント（2004年E.P.テイラーステークス）
- 2003年生
  - Marchand d'Or / マルシャンドール（2006年 - 2008年モーリス・ド・ゲスト賞[1]、2008年ジュライカップ[1]、アベイ・ド・ロンシャン賞[1]）
- 2006年生
  - Eclair De Moon / エクレアドムーン（2010年ビヴァリーD・ステークス）

### ブルードメアサイアーとしてのおもな産駒
- ベストディール（2012年京成杯[2]。母コマーサント[2]）

## 血統表
| マルシャンドサブルの血統（ヌレイエフ系 / アウトブリード） | マルシャンドサブルの血統（ヌレイエフ系 / アウトブリード） | マルシャンドサブルの血統（ヌレイエフ系 / アウトブリード） | （血統表の出典）        | （血統表の出典） |
| 父 Theatrical 1982 鹿毛                                   | 父の父Nureyev 1977 鹿毛                                   | Northern Dancer                                           | Nearctic                | Nearctic         |
| 父 Theatrical 1982 鹿毛                                   | 父の父Nureyev 1977 鹿毛                                   | Northern Dancer                                           | Natalma                 |                  |
| 父 Theatrical 1982 鹿毛                                   | 父の父Nureyev 1977 鹿毛                                   | Special                                                   | Forli                   | Forli            |
| 父 Theatrical 1982 鹿毛                                   | 父の父Nureyev 1977 鹿毛                                   | Special                                                   | Thong                   |                  |
| 父 Theatrical 1982 鹿毛                                   | 父の母*ツリーオブノレッジ Tree of Knowledge 1977 鹿毛     | Sassafras                                                 | Sheshoon                | Sheshoon         |
| 父 Theatrical 1982 鹿毛                                   | 父の母*ツリーオブノレッジ Tree of Knowledge 1977 鹿毛     | Sassafras                                                 | Ruta                    |                  |
| 父 Theatrical 1982 鹿毛                                   | 父の母*ツリーオブノレッジ Tree of Knowledge 1977 鹿毛     | Sensibility                                               | Hail to Reason          | Hail to Reason   |
| 父 Theatrical 1982 鹿毛                                   | 父の母*ツリーオブノレッジ Tree of Knowledge 1977 鹿毛     | Sensibility                                               | Pange                   |                  |
| 母 Marcantile 1983 鹿毛                                   | 母の父Kenmare 1975 芦毛                                   | Kalamoun                                                  | *ゼダーン               | *ゼダーン        |
| 母 Marcantile 1983 鹿毛                                   | 母の父Kenmare 1975 芦毛                                   | Kalamoun                                                  | Khairunissa             |                  |
| 母 Marcantile 1983 鹿毛                                   | 母の父Kenmare 1975 芦毛                                   | Belle of Ireland                                          | Milesian                | Milesian         |
| 母 Marcantile 1983 鹿毛                                   | 母の父Kenmare 1975 芦毛                                   | Belle of Ireland                                          | Belle of the Ball       |                  |
| 母 Marcantile 1983 鹿毛                                   | 母の母Mercuriale 1965 栗毛                                | Pan                                                       | Atys                    | Atys             |
| 母 Marcantile 1983 鹿毛                                   | 母の母Mercuriale 1965 栗毛                                | Pan                                                       | Pretty Girl             |                  |
| 母 Marcantile 1983 鹿毛                                   | 母の母Mercuriale 1965 栗毛                                | Sirrima                                                   | Hyperion                | Hyperion         |
| 母 Marcantile 1983 鹿毛                                   | 母の母Mercuriale 1965 栗毛                                | Sirrima                                                   | Mixed Blessing F-No.1-w |                  |